# Национальная партия Новой Зеландии
Национа́льная па́ртия Но́вой Зела́ндии (англ. New Zealand National Party) — правоцентристская консервативная политическая партия, действующая в Новой Зеландии. Является одной из двух наиболее влиятельных и популярных партий страны.

## История
Партия была сформирована в результате слияния Объединённой партии (англ. United Party) и Реформистской Партии (англ. Reform Party). О её создании было официально объявлено в мае 1937 года.
Партия побеждала на национальных выборах и являлась правящей в периоды с 1949 года по 1957 год, с 1960 года по 1972 год, с 1975 года по 1984 год и с 1990 года по 1999 год. На выборах 8 ноября 2008 года Национальная партия одержала общенациональную победу, получив 49,5 % голосов избирателей.
На современном этапе партия выступает за снижение налогов, сокращение массовых выплат социальных пособий и создание избирательной системы выплат для наиболее нуждающихся, развитие системы и структуры рыночных отношений в стране, восстановление и поддержание традиционных оборонительных альянсов и систем безопасности, создание равных социальных и политических условий для всех граждан Новой Зеландии.
После выборов 2008 года Национальная партия вступила в коалицию с Партией маори.

## Список лидеров
1. Хэмилтон, Адам[англ.] (1936—1940)
2. Сидней Холланд (1940—1957)
3. Кит Холиок (1957—1972)
4. Маршалл, Джек (1972—1974)
5. Малдун, Роберт (1974—1984)
6. Маклэй, Джим[англ.] (1984—1986)
7. Болджер, Джим (1986—1997)
8. Шипли, Дженни (1997—2001)
9. Инглиш, Билл (2001—2003)
10. Браш, Дон[англ.] (2003—2006)
11. Джон Ки (2006—2016)
12. Инглиш, Билл (и. о. 2016—2018)
13. Бриджес, Саймон[англ.] (2018—2020)
14. Тодд Мюллер (2020)
15. Джудит Коллинз (2020—2021)
16. Кристофер Лаксон (с 2021)